# El Loa
El Loa is een provincie van Chili in de regio Antofagasta. De provincie telde 177.048 inwoners in 2017 en heeft een oppervlakte van 42.000 km². Hoofdstad is Calama.

## Gemeenten
El Loa is verdeeld in drie gemeenten:
- Calama
- Ollagüe
- San Pedro de Atacama